# Cyamopsis dentata
Cyamopsis dentata är en ärtväxtart som först beskrevs av Nicholas Edward Brown, och fick sitt nu gällande namn av Antonio Rocha da Torre. Cyamopsis dentata ingår i släktet Cyamopsis, och familjen ärtväxter. Inga underarter finns listade i Catalogue of Life.